# Benedictus

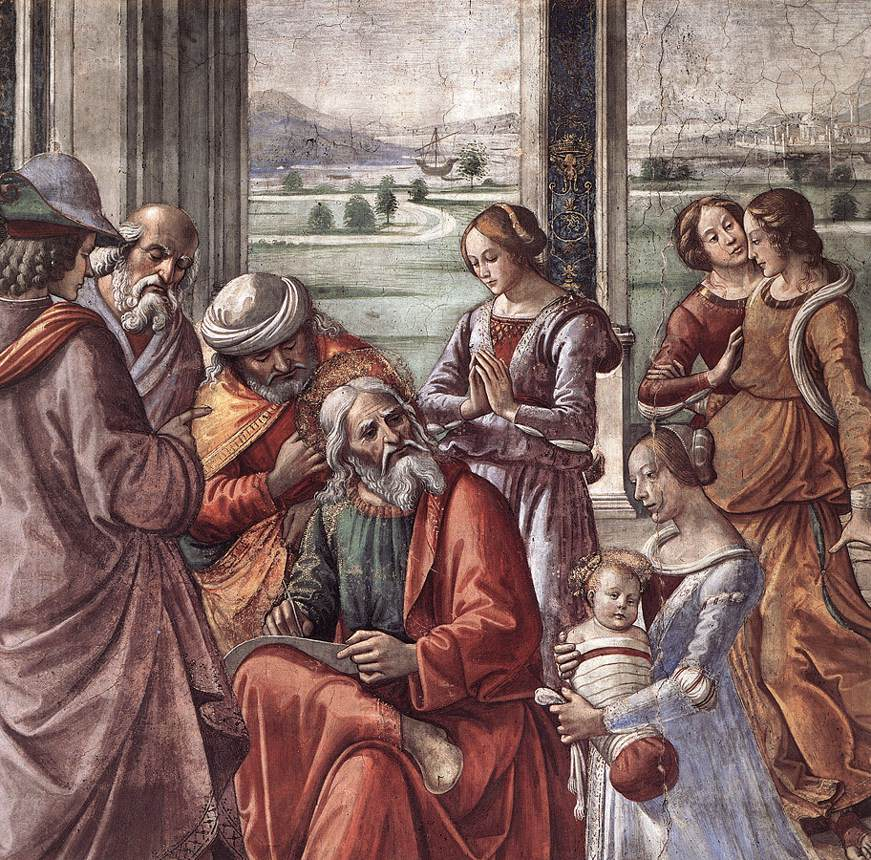
Zacarias escribe el nombre de su hijo.
Domenico Ghirlandaio. Fresco Cappella Tornabuoni, Santa Maria Novella, Florence.

El Benedictus, también conocido como Cántico de Zacarías y como  Canto de Zacarías o canción de Zacarías es una de las tres canciones — junto con el  Magnificat y el Nunc dimittis — que aparece en el primer capítulo del evangelio de San Lucas, versículos del 68 al 79 (Lucas 1:68-79), es la oración que recitó Zacarías al volver a poder hablar tras el nacimiento y circuncisión de su hijo San Juan Bautista. Alaba y da gracias a Dios por el Mesías pero apenas se refiere a su hijo Juan, solamente para decir cual será su función de cara a la venida de Jesucristo.
Dentro de la Liturgia de las Horas, el Benedictus es el Canto Evangélico empleado en el rezo de laudes.
No se debe confundir con otro cántico bíblico del pasaje del Antiguo Testamento conocido también como "Canto de los tres Jóvenes", que toma las palabras del Libro de Daniel (Dn 3, 52-88), dado que en latín en la versión La Vulgata de la Biblia también este pasaje comienza con la palabra Benedictus (  “ Benedictus es, Domine, Deus patrum nostrorum, et laudabilis et superexaltatus in saecula etc." ) Como tal Cántico de los Tres Jóvenes este otro Benedictus  se usaba al inicio en la misa en rito galicano y en general en diversos momentos de la Liturgia de las Horas. 

## Contenido

### Texto en latín, en griego antiguo y en español
| Texto en latín | Texto en lengua original en griego | Texto en español |
| --- | --- | --- |
| Benedictus Dominus Deus Israel; quia visitavit et fecit redemptionem plebis suæ: Et erexit cornu salutis nobis, in domo David pueri sui. Sicut locutus est per os sanctorum, qui a sæculo sunt, prophetarum eius: Salutem ex inimicis nostris, et de manu omnium, qui oderunt nos: Ad faciendam misericordiam cum patribus nostris, et memorari testamenti sui sancti. Iusiurandum, quod iuravit ad Abraham patrem nostrum, daturum se nobis: Ut sine timore, de manu inimicorum nostrorum liberati, serviamus illi. In sanctitate et iustitia coram ipso, omnibus diebus nostris. Et tu, puer, propheta Altissimi vocaberis, præibis enim ante faciem Domini parare vias eius: Ad dandam scientiam salutis plebi eius: in remissionem peccatorum eorum: Per viscera misericordiæ Dei nostri: in quibus visitavit nos, oriens ex alto: Illuminare his qui in tenebris et in umbra mortis sedent: ad dirigendos pedes nostros in viam pacis. | Εὐλογητὸς κύριος ὁ θεὸς τοῦ Ἰσραήλ, ὅτι ἐπεσκέψατο καὶ ἐποίησεν λύτρωσιν τῷ λαῷ αὐτοῦ, 69 καὶ ἤγειρεν κέρας σωτηρίας ἡμῖν ἐν οἴκῳ Δαυὶδ παιδὸς αὐτοῦ, 70 καθὼς ἐλάλησεν διὰ στόματος τῶν ἁγίων ἀπ᾽ ἰῶνος προφητῶν αὐτοῦ, 71 σωτηρίαν ἐξ ἐχθρῶν ἡμῶν καὶ ἐκ χειρὸς πάντων τῶν μισούντων ἡμᾶς, 72 ποιῆσαι ἔλεος μετὰ τῶν πατέρων ἡμῶν καὶ μνησθῆναι διαθήκης ἁγίας αὐτοῦ, 73 ὅρκον ὃν ὤμοσεν πρὸς Ἀβραὰμ τὸν πατέρα ἡμῶν, τοῦ δοῦναι ἡμῖν 74 ἀφόβως ἐκ χειρὸς ἐχθρῶν ῥυσθέντας λατρεύειν αὐτῷ 75 ἐν ὁσιότητι καὶ δικαιοσύνῃ ἐνώπιον αὐτοῦ πάσαις ταῖς ἡμέραις ἡμῶν. 76 Καὶ σὺ δέ, παιδίον, προφήτης ὑψίστου κληθήσῃ· προπορεύσῃ γὰρ ἐνώπιον κυρίου ἑτοιμάσαι ὁδοὺς αὐτοῦ, 77 τοῦ δοῦναι γνῶσιν σωτηρίας τῷ λαῷ αὐτοῦ ἐν ἀφέσει ἁμαρτιῶν αὐτῶν, 78 διὰ σπλάγχνα ἐλέους θεοῦ ἡμῶν, ἐν οἷς ἐπισκέψεται ἡμᾶς ἀνατολὴ ἐξ ὕψους, 79 ἐπιφᾶναι τοῖς ἐν σκότει καὶ σκιᾷ θανάτου καθημένοις, τοῦ κατευθῦναι τοὺς πόδας ἡμῶν εἰς ὁδὸν εἰρήνης. | Bendito sea el Señor, el Dios de Israel, porque ha visitado y redimido a su Pueblo, y nos ha dado un poderoso Salvador en la casa de David, su servidor, como lo había anunciado mucho tiempo antes por boca de sus santos profetas, para salvarnos de nuestros enemigos y de las manos de todos los que nos odian. Así tuvo misericordia de nuestros padres y se acordó de su santa Alianza, del juramento que hizo a nuestro padre Abraham de concedernos que, libres de temor, arrancados de las manos de nuestros enemigos, lo sirvamos en santidad y justicia bajo su mirada, durante toda nuestra vida. Y tú, niño, serás llamado Profeta del Altísimo, porque irás delante del Señor preparando sus caminos, para hacer conocer a su Pueblo la salvación mediante el perdón de los pecados; gracias a la misericordiosa ternura de nuestro Dios, que nos traerá del cielo la visita del Sol naciente, para iluminar a los que están en las tinieblas y en la sombra de la muerte, y guiar nuestros pasos por el camino de la paz. |

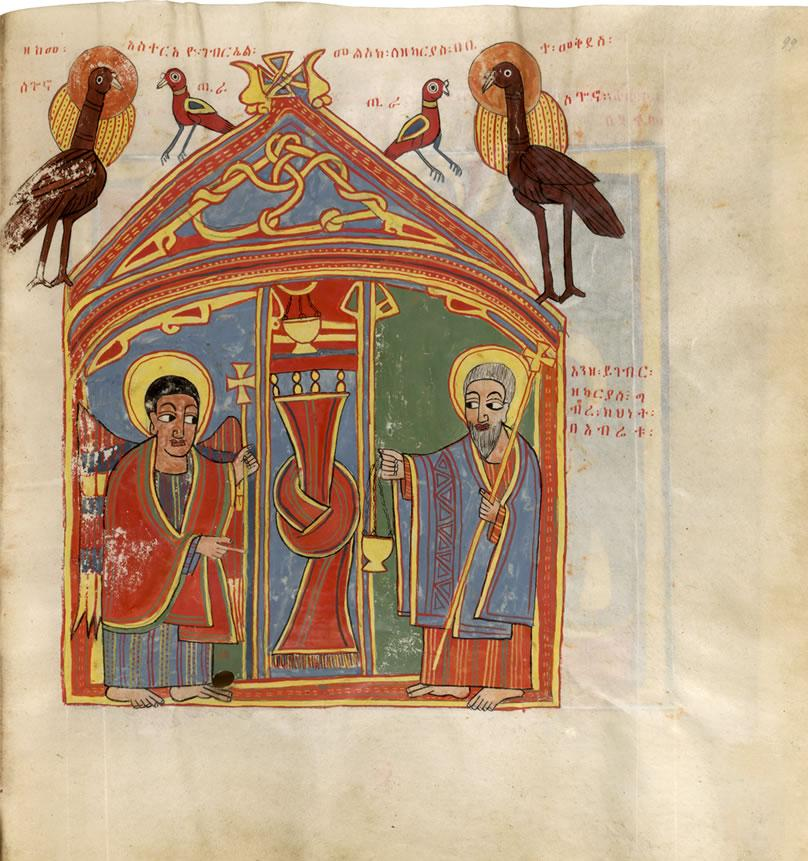
Anuncio a Zacarías en una biblia etíope.

## Interpretación
Todo el cántico puede dividirse en dos partes. 
- El primero (versos 68 a 75) es un canto de acción de gracias por el cumplimiento de las esperanzas mesiánicas de la nación judía, pero con un tono cristiano característico. Como hace mucho tiempo, en la familia de David nacería el poder de defender a la nación contra sus enemigos, y ahora, de nuevo, se les había devuelto aquello de lo que habían sido privados durante tanto tiempo y que tanto esperaban, pero en un sentido más elevado y espiritual. El cuerno es un signo de poder y el «cuerno de la salvación»" significaba el poder de la liberación. Mientras los judíos soportaban con impaciencia la carga del dominio romano, seguían esperando el momento en que el Casa de David fuera su libertador. Esta liberación estaría ahora cerca, y Zacarías señaló que esto sería el cumplimiento del juramento de Dios a Abraham, pero se describe como una liberación no en términos de poderes terrenales, sino en santidad y justicia ante Él todos nuestros días.

- La segunda parte del cántico es un discurso de Zacarías a su propio hijo, que desempeñará un papel importante en el esquema de la Redención, pues sería un profeta, el precursor, y predicaría la  remisión de los pecados ante la vida de la Aurora de lo alto, manifestando la misericordia de Dios que se revela en la venida de Cristo.[4] La profecía de que «...irás delante de la faz del Señor para preparar sus caminos» era una alusión a las ya conocidas palabras del profeta Isaías «preparad en el desierto el camino del Señor, enderezar en el desierto una calzada para nuestro Dios,[5] que más tarde Juan asumirá como su propia misión diciendo «Yo soy la voz de uno que clama en el desierto: Enderezad el camino del Señor, como dijo el profeta Isaías»,[6] y que los tres evangelios sinópticos han adoptado con diferentes palabras pero con total similitud entre ellas. San Mateo lo refiere con las siguientes palabras: «Pues a Juan se refiere lo dicho por el profeta Isaías: Voz del que clama en el desierto: Preparad el camino del Señor, enderezad sus sendas»,[7] san Marcos dice: «Según lo que está escrito en el profeta Isaías: He aquí que yo envío mi ángel delante de ti, Que preparará tu camino» [8] y san Lucas: «Como está escrito en el libro de las palabras del profeta Isaías: Voz que clama en el desierto: Preparad el camino del Señor, Enderezad sus sendas».[9]

## Enseñanza de la Iglesia católica
Dios había prometido a los Patriarcas del Antiguo Testamento en sucesivas ocasiones su protección divina de una manera especial, la posesión de una tierra para siempre y una descendencia muy numerosa en la que serían bendecidos todos los pueblos. Esta alianza fue ratificada mediante alianzas y pactos según era costumbre en el Próximo Oriente en aquella época, entre reyes y vasallos. Por un lado, Dios, como señor prometió la protección a los Patriarcas y su descendencia y estos, a su vez, pondrían de manifiesto el acatamiento sirviéndole y ofreciéndole diversos sacrificios. Muestra de  esto son los pasajes sobre la promesa, alianza y juramento que Dios le hizo a Abrahán, así como la reiteración de estas promesas a Jacob.
En este momento de su vida, Zacarías ve que estas promesas de Dios van a ser cumplidas mediante los acontecimientos que seguirán al nacimiento de su hijo Juan, el «Precursor del Mesías».
El «Sol naciente» al que se refiere Zacarías en su cántico es el Mesías, Jesucristo, bajado del cielo para alumbrar al mundo con su luz, «Sol de justicia que traerá en sus rayos la salvación». En el Antiguo Testamento se hacen varias referencias a la luz como reflejo de la presencia de Dios, como ocurrió cuando Moisés bajó al campamento después de haber estado en la presencia de Dios, que su rostro irradiaba tal resplandor que los israelitas «tuvieron miedo de acercarse a él».
Esta luz divina llega a los hombres mientras están en este mundo, a través de Jesucristo, que es «la luz verdadera que ilumina a todo hombre», de la que participan los cristianos de tal manera que el propio Jesucristo dijo: «»Vosotros sois la luz del mundo».